# الاتحاد القطري للرياضة الجامعية

## اعلان التأسيس
تأسس الاتحاد القطري للرياضة الجامعية عام 2021 للنهوض بالرياضة بين طلاب وطالبات مؤسسات التعليم العالي القطرية والتي تجاوز عددها نحو 20 مؤسسة جامعية، وقد جاء تشكيل الاتحاد بالقرار رقم 476 لسنة 2021 لرئيس اللجنة الأولمبية القطرية وتم نشره في العدد الخامس من الجريدة الرسمية الصادر عن وزارة العدل 

## اهداف الاتحاد
تشمل أهداف الاتحاد والتي أعلن عنها رئيس مجلس ادارته إبراهيم بن صالح النعيمي،  تطوير وتنمية المجتمع الرياضي الجامعي، ودعم مؤسسات التعليم العالي في الاهتمام بالجانب الرياضي، وتنشئة جيل يملك المهارات الرياضية المختلفة، وإعداد فرق ومنتخبات متطورة تتنافس على أعلى المستويات محليا وإقليميا وقاريا ودوليا، وتكوين كوادر شابة لدعم المنتخبات الوطنية، والسعي لإبراز دور الجامعات في أن يكون لها بصمة بالمساهمة في تطوير وتكوين رياضيي المنتخبات، وتنمية الطلاب الجامعيين تنمية بدنية وعقلية ونفسية وصحية.

## مجلس الإدارة
في عام 2021 تم تشكيل مجلس إدارة للاتحاد يضم 9 اعضاْ برئاسة إبراهيم بن صالح النعيمي وهي الدورة الأولى والتي تستمر لمدة ثلاث سنوات تنتهي في 2024 والأغضاْ هم:
- الدكتور إبراهيم بن صالح النعيمي رئيسا لمجلس الإدارة،
- أسماء محمد النعيمي ممثلاً عن جامعة قطر،
- الجازي طالب الحنزاب ممثلاً عن مؤسسة قطر،
- الشيخ خليفة بن خالد آل ثاني ممثلاً عن اللجنة الأولمبية القطرية،
- حسن مفتاح الكواري ممثلاً عن كلية أحمد بن محمد العسكرية،
- راشد علي التميمي ممثلاً عن كلية الشرطة،
- حمد فالح الهاجري ممثلاً عن كلية المجتمع في قطر
- الجازي فطيس ممثلاً عن كلية شمال الأطلنطي،
- راشد عضيبة ممثلاً عن اللجنة الأولمبية القطرية، أميناً للسر

## ردود فعل جامعية
وفي أول رد فعل من الجامعات، أشادت جامعة قطر بإعلان اللجنة الأولمبية عن تأسيس الاتحاد القطري للرياضة الجامعية؛ وذلك بهدف النهوض وتطوير الأنشطة الرياضية في الجامعات، وتشجيع الطلبة على المشاركة في مختلف الأنشطة الرياضية.
وقالت أسماء النعيمي مدير إدارة الشؤون الرياضية بجامعة قطر وعضو مجلس إدارة الاتحاد القطري للرياضة الجامعية:(نحن في جامعة قطر نحرص على توفير بيئة داعمة للنشاط الرياضي للطلاب والطالبات من ناحية توفير المنشآت والمدربين وبرامج التدريب والأنشطة الرياضية، وسيكون هذا الاتحاد مظلة لنا لتمثيل الجامعة في البطولات الرياضية الجامعية على خير وجه، وعلى أعلى مستوى.)